# Saprosites cycloporum
Saprosites cycloporum är en skalbaggsart som beskrevs av Renaud Maurice Adrien Paulian 1944. Saprosites cycloporum ingår i släktet Saprosites och familjen Aphodiidae. Inga underarter finns listade i Catalogue of Life.